# Abdessalam Benjelloun
Abdessalam Benjelloun (Fez, 28 januari 1985) is een Marokkaans voetballer (aanvaller) die sinds 2019 speelt bij Raja Beni Mellal. 
Hij debuteerde in 2008 in het Marokkaans voetbalelftal.

## Carrière
In 2006 trok hij van Marokko naar het Schotse Hibernian FC. In 2008 werd hij tot aan de winterstop uitgeleend aan SC Charleroi in België. Na de winterstop mocht hij vertrekken bij Hibernian en trok op huurbasis naar KSV Roeselare. Na een teleurstellende passage bij het Egyptische Ismaily SC keerde Benjelloun in 2011 terug naar eigen land, waar hij voor Raja Casablanca ging spelen. Later speelde hij nog voor Wydad de Fès, FUS Rabat en sinds 2014 voor FAR Rabat. Twee jaar later keerde hij terug bij FUS Rabat. Hier speelde hij tot 2017 en vertrok toen naar Kawkab Marrakech.
Sinds 2019 speelt benjelloun bij Raja de Beni Mellal.